# The Romantic Englishwoman
The Romantic Englishwoman (br: A Inglesa Romântica) é um filme britânico de 1975, do gênero drama, dirigido por Joseph Losey e com roteiro de Tom Stoppard e Thomas Wiseman, baseado no livro de autoria do próprio Thomas Wiseman. Musica de Richard Hartley

## Elenco
- Glenda Jackson .... Elizabeth Fielding
- Michael Caine .... Lewis Fielding
- Helmut Berger .... Thomas
- Michael Lonsdale .... Swan
- Béatrice Romand .... Catherine
- Kate Nelligan .... Isabel
- Nathalie Delon .... Miranda
- Reinhard Kolldehoff .... Herman
- Anna Steele .... (Annie)
- Marcus Richardson .... (David)